# Olivella fuscocincta
Olivella fuscocincta är en snäckart som beskrevs av Dall 1889. Olivella fuscocincta ingår i släktet Olivella och familjen Olividae. Inga underarter finns listade i Catalogue of Life.